# Molino de la Corredera
El molino de la Corredera es un antiguo molino hidráulico ubicado en la villa segoviana de Cuéllar (España). 
Fue construido en el siglo XVIII y formó parte del grupo de molinos que la villa y su Comunidad de Villa y Tierra utilizó durante siglos para la molienda del cereal.
Está situado en el camino del páramo de La Corredera, en término de Cuéllar, en un desnivel del terreno para aprovechar el salto de agua. En la actualidad es de propiedad privada, y conserva el propio molino y otras instalaciones adyacentes, de las que se servía el personal que trabajaba en el edificio.